# Home Access Gateway
In telecomunicazioni l'Home Access Gateway è un dispositivo concentratore di traffico voce, dati, video dei clienti residenziali per reti di telecomunicazioni ad uso privato. Nel resto del mondo è conosciuto come residential gateway.

## Descrizione
È un dispositivo che si differenzia dagli IAD (Integrated Access Device) in quanto permette di collegare ad una stessa rete estesa (MAN-Metropolitan Area Network) più client, indipendentemente dalla risorsa fisica disponibile necessaria per il trasferimento dell'informazione (i bit dei vari segnali) o, meglio, sfruttando il tipo di connessione fisica disponibile presso il client (in genere, ADSL, ma anche xDSL, fibra ottica, ISDN, T1, etc.)
Questa categoria di dispositivi rientra perfettamente nella definizione di router, e spesso integrano, in un involucro di modeste dimensioni, anche uno switch ethernet, un access point WiFi, un ATA con sole porte FXS per la telefonia e porte USB che permettono di condividere una stampante o collegare dispositivi di storage per condividere file.
Alcune fra le maggiori compagnie telefoniche del mondo hanno istituito nel 2004 un consorzio internazionale per la standardizzazione degli apparati, chiamato Home Gateway Initiative (HGI), al quale si sono uniti i maggiori costruttori di hardware di rete.

## Caratteristiche
Molti gateway destinati al mercato domestico incorporano la funzionalità di access point per reti wireless Wi-Fi e modem per l'aggancio alla rete Internet. In questo caso occorre tenere presente che la velocità di connessione a Internet non può essere maggiore a quella stipulata per contratto con il fornitore del servizio di connettività, mentre le velocità dell'interfaccia radio Wi-Fi, (che varia a seconda della versione di IEEE 802.11 implementata e della presenza di una o più bande di ricetrasmissione), e dello switch ethernet incorporato, sono effettive per il collegamento interno alla rete locale tra i vari terminali connessi, e quella inferiore tra le due costituisce il limite massimo quando si tratta di trasferimenti attraverso le due interfacce fisiche. Questi dispositivi, prima dell'instradamento a livello 3, sono soliti effettuare la traduzione degli indirizzi IP privati assegnati dagli stessi alle macchine della rete domestica (LAN), nel corrispettivo indirizzo IP pubblico assegnato dal provider all'interfaccia WAN, attraverso una tecnologia chiamata NAT.
Indipendentemente dall'ambito applicativo, un gateway che contenga anche un modulo modem viene chiamato anche modem router (wireless o meno).

## Sicurezza
Alcuni gateway possiedono un firewall incorporato, poiché il punto di ingresso/uscita di una rete verso l'esterno è ovviamente il luogo migliore dove effettuare controlli sui pacchetti in transito. Tali protezioni in alcuni casi non sono sufficienti, in quanto è possibile aggirarle sfruttando il fatto che le password di fabbrica sono tutte uguali e ben note sul web. In relazione ai gateway di uso domestico o aziendale, sono inoltre emerse di recente ulteriori problematiche legate alla sicurezza, che spingono i produttori di gateway a potenziare firewall e meccanismi di protezione contro attacchi Man in the middle o DDoS,.
La configurazione del gateway usualmente viene effettuata accedendo a una pagina web del gateway stesso. Normalmente questa pagina è disponibile tramite l'indirizzo locale 192.168.1.1. Ogni tipo di configurazione è possibile effettuarla previo accesso protetto da nome utente e password. Gli esperti di sicurezza consigliano di modificare la password di default e di impedire che si possa accedere alla pagina di configurazione da remoto.